# Joshua Rose
Joshua Rose (* 16. Dezember 1981 in Rockhampton) ist ein ehemaliger australischer Fußballspieler im Mittelfeld.

## Karriere
Rose begann seine Karriere 2001 in der National Soccer League (NSL) bei den Brisbane Strikers. Bis zur Einstellung der NSL nach der Saison 2003/04 erreichte Rose mit Brisbane zweimal die Play-offs, scheiterte aber beide Male bereits im Elimination Final. 2005 wechselte er zu den New Zealand Knights, die an der neu gegründeten A-League teilnahmen. Rose spielte für die Knights zwölfmal in der desaströsen Saison 2005/06, die der Verein mit nur sechs Punkten als abgeschlagener Tabellenletzter beendete. Im Sommer 2006 wechselte der Mittelfeldspieler gemeinsam mit seinem Teamkollegen Josh Maguire zum rumänischen Erstligaklub Universitatea Craiova, bei dem zu diesem Zeitpunkt mit Josh Mitchell und Michael Baird bereits zwei weitere Australier im Kader standen. 2010 kehrte er in die australische A-League zurück und schloss sich den Central Coast Mariners an. Mit den Mariners erreichte Rose 2011 das Meisterschaftsfinale, das jedoch gegen Brisbane Roar im Elfmeterschießen verloren wurde. In der Saison 2012/13 wurde er mit dem Verein australischer Meister. An diesen Erfolg konnte er mit seinem Team in den nächsten Jahren nicht mehr anknüpfen. Die Saison 2015/16 endete auf dem letzten Platz. Anschließend wechselte er zum Melbourne City FC.

## Erfolge
- Australischer Meister: 2013